# Ранджана
Ранджана (китула, ланцза, ланьджа) — одна из индийских письменностей, абугида, развившаяся в XI веке из письма брахми. Первоначально использовалась для записи текстов на неварском языке, однако впоследствии распространилась с религиозными (в первую очередь тантрическими) текстами в монастырях Индии, Тибета, прибрежного Китая, Монголии и Японии.
Направление письма — слева направо, однако в разновидности, использовавшейся в Кутакшаре, запись производилась сверху вниз. Рассматривается как каллиграфическая форма непальских письменностей, а в Тибете — также как один из декоративных шрифтов.

## Буквы
| a अ | i इ | u उ | ṛ ऋ | ḷ ऌ | e ए  | o ओ  |
| ā आ | ī ई | ū ऊ | ṝ ॠ | ḹ ॡ | ai ऐ | au औ |

| aṃ अं | aḥ अः |

| k क | kh ख | g ग | gh घ | ṅ ङ |
| c च | ch छ | j ज | jh झ | ñ ञ |
| ṭ ट | ṭh ठ | ḍ ड | ḍh ढ | ṇ ण |
| t त | th थ | d द | dh ध | n न |
| p प | ph फ | b ब | bh भ | m म |
| y य | r र  | l ल | v व  |     |
| ś श | ṣ ष  | s स | h ह  |     |

| kṣ क्ष | tr त्र | jñ ज्ञ |

## Цифры
| 0 ० | 1 १ | 2 २ | 3 ३ | 4 ४ | 5 ५ | 6 ६ | 7 ७ | 8 ८ | 9 ९ |

## Развитие
Ранджана является одной из письменностей группы брахми и имеет ряд черт, сближающих её с североиндийским письмом деванагари, широко распространенным в Индии, а также в Непале. Ранджана использовалась в монастырях, принадлежащих направлениям буддизма ваджраяна и махаяна. Наряду с прачалитом считается одной из собственно непальских систем письма.
Произведением искусства является записанная золотыми буквами Арья Аштасахасрика Праджняпарамита Сутра — одна из священных книг буддизма. Она была создана в 1215 году н. э. (345 по непальскому летоисчислению) монахом (бхикшу) Анандой Капитанагарой.

## Использование
Письменность используется преимущественно для записи неварского языка и иногда — для записи санскрита. В махаяне и ваджраяне ей записываются различные мантры, включая известную «Ом мани падме хум» Авалокитешвары, мантру Арья Тары «Ом таре туттаре туре сваха» и мантру Манджушри «Ом ара па чана дхи». Письменность также использовалась в индуистских манускриптах.
В Тибете ранджана известна под названием ланца и использовалось для записи санскритских первоисточников.

## Возрождение
Ранджана вышла из употребления в середине XX века, однако сравнительно недавно начался резкий рост её использования. В настоящее время она используется многими местными администрациями, в частности столицы Непала Катманду, Лалитпура, Бхактапура, Тхими, Куртипура, Банепа, а также на вывесках, открытках и т. д. В долине Катманду действуют постоянные программы и курсы, популяризующие неварский язык и письменность. Ранджана поддерживается движением по возрождению неварского языка, используется в заголовках газет и веб-сайтов. Существует германо-непальский проект по консервации манускриптов, написанных ранджаной.
Существует проект включения ранджаны в стандарт Юникод.